# Йоганн Келер
Йоганн Келер (ест. Johann Köler; 8 березня 1826, Іваскі — 22 квітня 1899, Санкт-Петербург) — лідер естонського національного відродження та художник. Вважається першим професійним художником естонської молодої нації. Характеризував себе як портретиста та в меншій мірі як пейзажиста.

## Біографія
Келер народився в сільській родині сьомою дитиною в селі Іваскі, тепер повіту Вільяндімаа. Незважаючи на бідність родини, Келер все-таки зміг відвідувати школу у Вільянді. Згодом відвідувати майстерню художників у Цесісі. 1846 року Келер переїхав до Санкт-Петербурга та займався оформленням вітрин та вивісок. З 1848 по 1855 рік вивчав малювання та живопис в Імперській академії мистецтв.
Протягом 1857 року багато подорожував, відвідав Францію, Німеччину, Нідерланди та Бельгію. 1858 року відвідав Мілан, Женеву, Флоренцію та Рим. Там він вчився у приватній академії та присвятив більш часу вивченню техніки акварелі. 1859 року в Римі він презентував свою роботу «Христос на хресті» .
1861 року Імперська академія мистецтв його викликала назад до Петербурга. З 1862 по 1874 рік працював вчителем князівни Марії Олександрівни, дочки імператора Олександра II. З 1869 по 1870 рік працював викладачем в Академії. У період з 1886 по 1889 роки Келер працював у Відні, Ніцца та Парижі.

## Естонське національне пробудження
Найкращий час кар'єри Келера збігся зі зростанням настроїв естонського національного відродження, тому він використовував свої зв'язки для просування справи. Був другом журналіста Карла Роберта Якобсона, одного з авторів ідеї Естонського самовизначення. З 1891 по 1893 рік був президентом Eesti Kirjameeste Selts, естонського інтелектуального співтовариства.

## Пам'ять
1976 року у Вільянді було встановлено пам'ятник Келеру. 2001 року Естонська пошта випустила поштову марку, присвячену 175-річчю з дня народження Келера.

## Галерея
|                               |
| Єва після гріхопадіння (1883) |

|                                 |
| Христос на Розп'яті (1857-1859) |

|                         |
| Вірний охоронець (1878) |

|                                                                |
| Портрет доктора Філіппа Карелла, імператорського лікаря (1886) |

|                              |
| Портрет Гуґо Треффнера, 1886 |

|                               |
| Італійка з дітьми біля потоку |